# Kertvárosba száműzve
A Kertvárosba száműzve, HBO-s címén A kondom el van vetve (eredeti cím: Suburgatory) 2011 és 2014 között vetített amerikai vígjátéksorozat. A sorozat alkotója Emily Kapnek, a történet pedig egy apáról és lányáról szól, akik a nagyvárosból átköltöztek a kertvárosba. A sorozat szereplői közt megtalálható Jeremy Sisto, Jane Levy, Ana Gasteyer, Rex Lee és Carly Chaikin.
A sorozatot az Amerikai Egyesült Államokban az ABC vetítette 2011. szeptember 28. és 2014. május 14. között, Magyarországon először az HBO Comedy adta le 2012. február 27-én, majd a Viasat 3 is bemutatta 2013. március 8-án új címmel, ezt a változatot később a Comedy Central és a Comedy Central Family is műsorra tűzte.

## Cselekménye
A sorozat főszereplője az építészmérnök George Altman, aki elköltözik New Yorkból a kertvárosba, hogy jobbá tegye lánya, Tessa életét (ennek egyik mozgatórugója, hogy a lány szobájában óvszert talál eldugva). A történetet Tessa szemszögén át mutatják és az ő narrálásával, ahogy a városi lány és apja szembekerül a hozzájuk cseppet se hasonló kertvárosi családokkal, leginkább a Royce családdal.

## Szereplők
| Szereplő          | Színész         | Magyar hang       |
| ----------------- | --------------- | ----------------- |
| George Altman     | Jeremy Sisto    | Bozsó Péter       |
| Tessa Altman      | Jane Levy       | Nemes Takách Kata |
| Dalia Oprah Royce | Carly Chaikin   | Molnár Ilona      |
| Mr. Wolfe         | Rex Lee         | Lippai László     |
| Lisa Shay         | Allie Grant     | Czető Zsanett     |
| Noah Werner       | Alan Tudyk      | Háda János        |
| Dallas Royce      | Cheryl Hines    | Vándor Éva        |
| Sheila Shay       | Ana Gasteyer    | Orosz Anna        |
| Fred Shay         | Chris Parnell   | Gáspár András     |
| Ryan Shay         | Parker Young    | Molnár Áron       |
| Malik             | Maestro Harrell | Szvetlov Balázs   |

## Évados áttekintés
| Évad | Évad | Epizódok | Eredeti sugárzás     | Eredeti sugárzás  | Eredeti adó | Magyar sugárzás   | Magyar sugárzás     | Magyar adó |
| Évad | Évad | Epizódok | Évadpremier          | Évadfinálé        | Eredeti adó | Évadpremier       | Évadfinálé          | Magyar adó |
| ---- | ---- | -------- | -------------------- | ----------------- | ----------- | ----------------- | ------------------- | ---------- |
|      | 1    | 22       | 2011. szeptember 28. | 2012. május 16.   | ABC         | 2012. február 27. | 2012. augusztus 17. | HBO Comedy |
|      | 2    | 22       | 2012. október 17.    | 2013. április 17. | ABC         | 2013. március 12. | 2013. augusztus 6.  | HBO Comedy |
|      | 3    | 13       | 2014. január 15.     | 2014. május 14.   | ABC         | 2014. május 20.   | 2014. június 12.    | HBO Comedy |